# Puchar Polski Strongman 2005
Puchar Polski Strongman 2005 – cykl indywidualnych zawodów polskich siłaczy, rozgrywanych w 2005 r.

## Eliminacje
Data: 16 kwietnia 2005 r.

Miejscowość: Gdynia

WYNIKI ELIMINACJI:
| Miejsce | Zawodnik              | Punkty |
| ------- | --------------------- | ------ |
| 1.      | Sebastian Wenta       | 270,5  |
| 2.      | Sławomir Orzeł        | 266,5  |
| 3.      | Krzysztof Radzikowski | 257,5  |
| 4.      | Lubomir Libacki       | 245,5  |
| 5.      | Tomasz Żocholl        | 244    |
| 6.      | Tomasz Lech           | 234    |
| 7.      | Paweł Pachnik         | 230    |
| 8.      | Robert Kalinowski     | 228,5  |
| 9.      | Sławomir Peda         | 223,5  |
| 10.     | Grzegorz Reszczyński  | 218,5  |
| 11.     | Przemysław Mościcki   | 215    |
| 12.     | Wojciech Jastrząb     | 214,5  |
| 13.     | Piotr Dybus           | 212    |
| 14.     | Wojciech Szymkowiak   | 190    |
| 15.     | Aleksander Gruszka    | 186,5  |
| 16.     | Dariusz Gościcki      | 185    |
| 17.     | Michał Szymerowski    | 177    |
| 18.     | Piotr Korzeb          | 176    |
| 19.     | Grzegorz Peksa        | 169    |
| 20.     | Gabriel Kowalski      | 165    |
| 21.     | Artur Patyk           | 162,5  |
| 22.     | Marcin Lenarciak      | 156    |
| 23.     | Tomasz Turbak         | 151    |
| 24.     | Adam Stadnik          | 150,5  |
| 25.     | Michał Styczeń        | 145    |
| 26.     | Dawid Danek           | 134    |
| 27.     | Maciej Skwierczyński  | 131    |
| 28.     | Artur Lech            | 124    |
| 29.     | Rafał Szultka         | 116    |
| 30.     | Dariusz Niemczuk      | 113    |
| 31.     | Robert Czeszejko      | 113    |
| 32.     | Witold Szymczak       | 111    |
| 33.     | Tomasz Mazurkiewicz   | 105,5  |
| 34.     | Artur Banasiak        | 94     |
| 35.     | Sławomir Rychłowski   | 90     |
| 36.     | Paweł Seroka          | 90     |
| 37.     | Rafał Bukowski        | 89     |
| 38.     | Tomasz Ellmann        | 87     |
| 39.     | Piotr Heine           | 66     |
| 40.     | Jarosław Łuszczki     | 50     |
| 41.     | Marcin Wiśniewski     | 42     |
| 42.     | Tomasz Potyra         | 38     |
| 43.     | Robert Lipiński       | 32     |
| 44.     | Adam Kostecki         | 27     |
| 45.     | Maciej Katus          | 21     |
| 46.     | Tomasz Janca          | 19     |
| 47.     | Jacek Kuźmiński       | 0      |
| 48.     | Sylwester Mira        | 0      |

## Pierwsze zawody - Ostróda
Data: 7 maja 2005 r.

Miejscowość: Ostróda

WYNIKI ZAWODÓW:
| Miejsce | Zawodnik             | Punkty |
| ------- | -------------------- | ------ |
| 1.      | Mariusz Pudzianowski | 36     |
| 2.      | Sebastian Wenta      | 28     |
| 3.      | Sławomir Orzeł       | 24     |
| 4.      | Arkadiusz Makurat    | 14     |
| 5.      | Tomasz Żocholl       | 13     |
| 6.      | Tomasz Lech          | 11     |

## Drugie zawody - Mysłowice
Data: 14 maja 2005 r.

Miejscowość: Mysłowice

WYNIKI ZAWODÓW:
| Miejsce | Zawodnik              | Punkty           |
| ------- | --------------------- | ---------------- |
| 1.      | Sławomir Toczek       | 27               |
| 2.      | Krzysztof Radzikowski | 26               |
| 3.      | Lubomir Libacki       | 22               |
| 4.      | Tyberiusz Kowalczyk   | 21               |
| 5.      | Paweł Pachnik         | 19               |
| 6.      | Robert Kalinowski     | 9 (kontuzjowany) |

## Trzecie zawody - Piotrków Trybunalski
Data: 21 maja 2005 r.

Miejscowość: Piotrków Trybunalski

WYNIKI ZAWODÓW:
| Miejsce | Zawodnik            | Punkty             |
| ------- | ------------------- | ------------------ |
| 1.      | Sławomir Orzeł      | 31                 |
| 2.      | Sławomir Toczek     | 28                 |
| 3.      | Ireneusz Kuraś      | 24                 |
| 4.      | Andrzej Zieleniecki | 21,5               |
| 5.      | Lubomir Libacki     | 12                 |
| 6.      | Paweł Pachnik       | 6,5 (kontuzjowany) |

## Czwarte zawody - Warszawa
Data: 28 maja 2005 r.

Miejscowość: Warszawa

WYNIKI ZAWODÓW:
| Miejsce | Zawodnik              | Punkty |
| ------- | --------------------- | ------ |
| 1.      | Mariusz Pudzianowski  | 33     |
| 2.      | Sławomir Toczek       | 27,5   |
| 3.      | Tyberiusz Kowalczyk   | 21,5   |
| 4.      | Krzysztof Radzikowski | 20     |
| 5.      | Ireneusz Kuraś        | 16     |
| 6.      | Sławomir Peda         | 7      |

## Piąte zawody - Golub Dobrzyń
Data: 4 czerwca 2005 r.

Miejscowość: Golub Dobrzyń 

WYNIKI ZAWODÓW:
| Miejsce | Zawodnik             | Punkty              |
| ------- | -------------------- | ------------------- |
| 1.      | Sebastian Wenta      | 34                  |
| 2.      | Sławomir Orzeł       | 22,5 (kontuzjowany) |
| 3.      | Lubomir Libacki      | 22                  |
| 4.      | Sławomir Peda        | 20,5                |
| 5.      | Andrzej Zieleniecki  | 13,5                |
| 6.      | Grzegorz Reszczyński | 11                  |

## Szóste zawody - Borne Sulinowo
Data: 24 lipca 2005 r.

Miejscowość: Borne Sulinowo

WYNIKI ZAWODÓW:
| Miejsce | Zawodnik             | Punkty |
| ------- | -------------------- | ------ |
| 1.      | Mariusz Pudzianowski | 42     |
| 2.      | Sławomir Toczek      | 34     |
| 3.      | Arkadiusz Makurat    | 24     |
| 4.      | Sławomir Peda        | 23     |
| 5.      | Tomasz Lech          | 19     |
| 6.      | Lubomir Libacki      | 16     |
| 7.      | Mateusz Borowicz     | 10     |

## Siódme zawody - Rewal
Data: 30 lipca 2005 r.

Miejscowość: Rewal

WYNIKI ZAWODÓW:
| Miejsce | Zawodnik              | Punkty |
| ------- | --------------------- | ------ |
| 1.      | Tyberiusz Kowalczyk   | 31     |
| 2.      | Tomasz Żocholl        | 23     |
| 3.      | Arkadiusz Makurat     | 22     |
| 4.      | Przemysław Mościcki   | 20     |
| 5.      | Krzysztof Radzikowski | 20     |
| 6.      | Robert Kalinowski     | 10     |

## Ósme zawody - Konin
Data: 13 sierpnia 2005 r.

Miejscowość: Konin

WYNIKI ZAWODÓW:
| Miejsce | Zawodnik             | Punkty |
| ------- | -------------------- | ------ |
| 1.      | Mariusz Pudzianowski | 29     |
| 2.      | Ireneusz Kuraś       | 25     |
| 3.      | Grzegorz Reszczyński | 23,5   |
| 4.      | Tomasz Żocholl       | 19     |
| 5.      | Tomasz Lech          | 17,5   |
| 6.      | Andrzej Zieleniecki  | 11     |

## Finał - Kielce
Do finału zakwalifikowali się zawodnicy, którzy zdobyli najwięcej punktów w trakcie wcześniejszych zawodów Pucharu Polski Strongman 2005.
Data: 20 sierpnia 2005 r.

Miejscowość: Kielce

WYNIKI ZAWODÓW:
| Miejsce | Zawodnik             | Punkty |
| ------- | -------------------- | ------ |
| 1.      | Mariusz Pudzianowski | 30     |
| 2.      | Sławomir Toczek      | 29     |
| 3.      | Tyberiusz Kowalczyk  | 20     |
| 4.      | Arkadiusz Makurat    | 17     |
| 5.      | Sławomir Orzeł       | 17     |
| 6.      | Ireneusz Kuraś       | 12     |